# Mihael IX. Paleolog
Mihael IX. Paleolog (grč. Μιχαήλ Θ΄ Παλαιολόγος, Mikhaēl IX Palaiologos) (?, o. 1277. – Solun, 12. listopada 1320.), bizantski car, sin i suvladar Andronika II. od 1295. godine. Umro je za očeva života te stoga nikada nije samostalno zavladao Carstvom.

## Životopis
Ratovao je protiv Osmanlija, ali je poražen kod Magnezije 1302. godine. Tri godine kasnije organizirao je ubojstvo Rogera de Flora, vođe Katalonske družine, što je razbuktalo rat između Bizanta i spomenute katalonske plaćeničke elitne postrojbe. Car je doživio težak poraz kod utvrde Apro te se morao povući prema Trakiji, a ostatak zemlje prepustiti pljačkanju katalonskih plaćenika. Osim problema s Kataloncima, pojavio se i problem s Bugarima koji su se oslobodili mongolske vlasti pod vodstvom cara Teodora Svetoslava (1300. – 1322.) te su se proširili prema jugu i osvojili nekoliko važnih bizantskih utvrda i lučkih gradova na obali Crnoga mora. Godine 1307. car Mihael IX. je sklopio mirovni sporazum s Bugarima i priznao te teritorijalne gubitke. U isto vrijeme aktivirali su se i drugi protivnici Bizanta, Filip Tarentski koji je proširio svoje posjede na epirsko-albanskom području, i Karlo Valois koji je oženio Katarinu de Courtenay i obnovio zahtjeve za carigradskom krunom. Godine 1308. Karlo Valois uspio je staviti Katalonsku družinu pod svoje zapovjedništvo, što je još više ugrozilo položaj Bizanta. Međutim, Katalonci su provalili iz Tesalije prema središnjoj Grčkoj gdje su se sukobili s Atenskom vojvodinom koja je bila u rukama Francuzi. Dana 15. ožujka 1311. godine porazili su Francuze u bitci kod Kefisa u Beotiji tijekom koje je poginuo i atenski vojvoda Valter, nakon čega su zauzeli Atensko vojvodstvo.
Godine 1320. nastradao je Mihaelov mlađi sin Manuel u lovu, nakon čega je već bolesni car uskoro umro.

## Obitelj
Godine 1288. car Andronik II. pokušao je oženiti svoga sina, Mihaela IX., Katarinom de Courtenay, Filipovom kćerkom i unukom bivšeg latinskog cara Balduina II., kako bi poništio zahtjeve dinastije Courtenay za krunom Latinskog Carstva. Unatoč pregovorima, do vjenčanja nije došlo i 1296. godine Mihael IX. je oženio armensku princezu Ritu, s kojom je imao četvero djece:
- Andronik III. Paleolog
- Manuel Paleolog
- Ana Paleologinja
- Teodora Paleolog